# Bildstock (Reiterswiesen, Kissinger Straße 150)

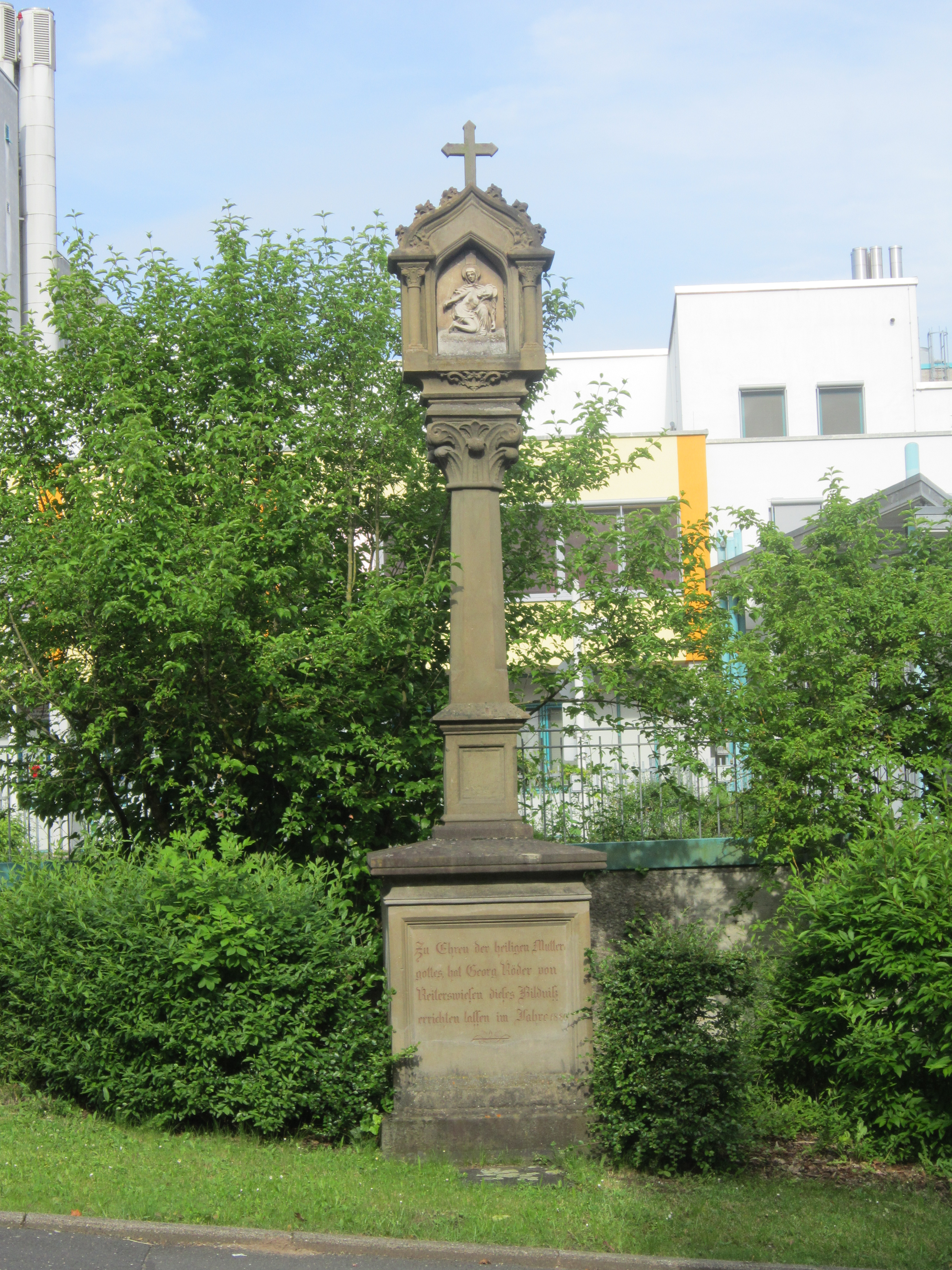
Bildstock, Reiterswiesen, Kissinger Straße 150

Der Bildstock mit der Adresse Kissinger Straße 150 ist ein Flurdenkmal in Reiterswiesen, Bad Kissingen, der Großen Kreisstadt des unterfränkischen Landkreises Bad Kissingen. Er gehört zu den Bad Kissinger Baudenkmälern und ist unter der Nummer D-6-72-114-241 in der Bayerischen Denkmalliste registriert.

## Beschreibung
Der Bildstock befindet sich vor dem Elisabeth-Krankenhaus und besteht aus Sandstein und entstand laut Datierung am Sockel im Jahr 1880
Der Bildstock besteht aus einem 142 cm hohen, 90 cm breiten Sockelblock mit einer Trittstufe davor, einer 134 cm hohenachtkantigen Basis mit einer vierkantigen und einem reichen Blattkapitell und einer 1 m hohen Aufsatztafel, die in einem Kielbogen endet. Die Aufsatztafel weist mit ihrer Krabbenbesetzung und den vorgesetzten Pilasterchen typische neugotische Ornamente auf.
Die Bildnische beherbergt das gegossene Steinrelief einer Pietà aus Kunststein.
Auf der Vorderseite des Sockels befindet sich folgende Inschrift:

„Zu Ehren der heiligen Mutter-

gottes hat Georg Röder von

Reiterswiesen dieses Bildniß

errichten lassen im Jahre 1880“